# Jing Haipeng
Jing Haipeng (ur. 24 października 1966 w Yuncheng w prowincji Shanxi) – pilot wojskowy, chiński astronauta.

## Kariera astronauty
- 1 stycznia 1998 – został wybrany do pierwszej grupy chińskich astronautów (Chiny grupa 1). Kandydowało do niej ponad 1500 pilotów wojskowych.
- od czerwca 2005 znajdował się w grupie 6 astronautów kandydujących do lotu na pokładzie statku kosmicznego Shenzhou 6. Razem z nim trenował Liu Boming. Krótko przed zaplanowanym startem obaj zostali wyznaczeni dublerami podstawowej załogi misji.
- 2008 – 16 września oficjalnie podano, że znalazł się w składzie pierwszej załogi misji Shenzhou 7[1]. Start statku kosmicznego nastąpił 25 września 2008 o godz. 21:10 czasu chińskiego (13:10 UTC) z kosmodromu Jiuquan w prowincji Gansu[2]. Jing Haipeng pełnił funkcję operatora w trzyosobowej załodze, w której znaleźli się również: dowódca wyprawy Zhai Zhigang i Liu Boming.
- 2012 – został dowódcą misji Shenzhou 9 do laboratorium kosmicznego Tiangong 1 i pierwszym taikonautą, który poleciał drugi raz w kosmos[3].
- 2016 – został dowódcą misji Shenzhou 11 do laboratorium Tiangong 2.

Stowarzyszenie Uczestników Lotów Kosmicznych (Association of Space Explorers) przyznało mu Universal Astronaut Insignia za lot orbitalny (nr 482).

## Wykaz lotów
| Lp.                                                                       | Data startu          | Data lądowania       | Statek kosmiczny | Funkcja  | Czas trwania                         |
| ------------------------------------------------------------------------- | -------------------- | -------------------- | ---------------- | -------- | ------------------------------------ |
| 1                                                                         | 25 października 2008 | 28 października 2008 | « Shenzhou 7»    | Operator | 2 dni 20 godzin 27 minut i 35 sekund |
| 2                                                                         | 16 czerwca 2012      | 29 czerwca 2012      | « Shenzhou 9»    | Dowódca  | 12 dni 15 godzin 24 minuty           |
| 3                                                                         | 16 października 2016 | 18 listopada 2016    | « Shenzhou 11»   | Dowódca  | 32 dni 6 godzin 29 minut i 7 sekund  |
| Łączny czas spędzony w kosmosie — 47 dni 18 godzin 20 minut i 42 sekundy. |                      |                      |                  |          |                                      |